# Ramačandranov dijagram
Ramačandranov dijagram (Ramačandranov grafikon, [φ,ψ] grafikon), koji su originalno (1963) razvili G. N. Ramačandran, C. Ramakrišnan, and V. Sasisekharan, je način vizuelizacije diedralnih uglova ψ naspram φ aminokiselinskih ostataka proteinske strukture. Slika levo ilustruje definiciju φ i ψ diedralnih uglova osnove lanca (φ i φ' po Ramačandranu). Ugao ω peptidne veze je normano 180°, pošto parcijalni karakter dvostruke veze drži peptid u ravni. Slika gore desno prikazuje dozvoljene φ,ψ konformacione regione osnove lanca po Ramačandranu et al. iz 1963. i 1968, koristeći proračune trvdih sfera: pun radijus je prikazan punim linijama, redukovani radijus isprekidanim, i relaksirani tau (N-Calfa-C) ugao tačkastim linijama. Pošto su vrednosti diedralnih uglova cirkularne i 0° je isto što i 360°, ivice Ramačandranovog dijagrama se „obmotavaju“, leva strana sa desnom, i dno sa vrhom. Na primer, mala traka dozvoljenih vrednosti duž donjeg levog ugla grafikona je nastavak velikog regiona gore levo.

## Literatura
- Richardson, J.S. (1981). „Anatomy and Taxonomy of Protein Structures”. Advances in Protein Chemistry. 34: 167—339. PMID 7020376. doi:10.1016/S0065-3233(08)60520-3., available on-line at Anatax[мртва веза]
- Branden, C.-I.; Tooze, J. (1991), Introduction to Protein Structure, Garland Publishing, NY, ISBN 0-8153-0344-0

## Spoljašnje veze
- DynoPlot in PyMOL wiki
- Link to Ramachandran Plot Map of alpha-helix and beta-sheet locations Архивирано на веб-сајту  (11. октобар 2006)
- Link to Ramachandran plot calculated from protein structures determined by X-ray crystallography compared to the original Ramachan.
- Proteopedia Ramachandran Plot